# 솜마베수비아나
솜마베수비아나(이탈리아어: Somma Vesuviana)는 이탈리아 캄파니아주 나폴리현에 위치한 코무네다.